# 阿斯頓廳

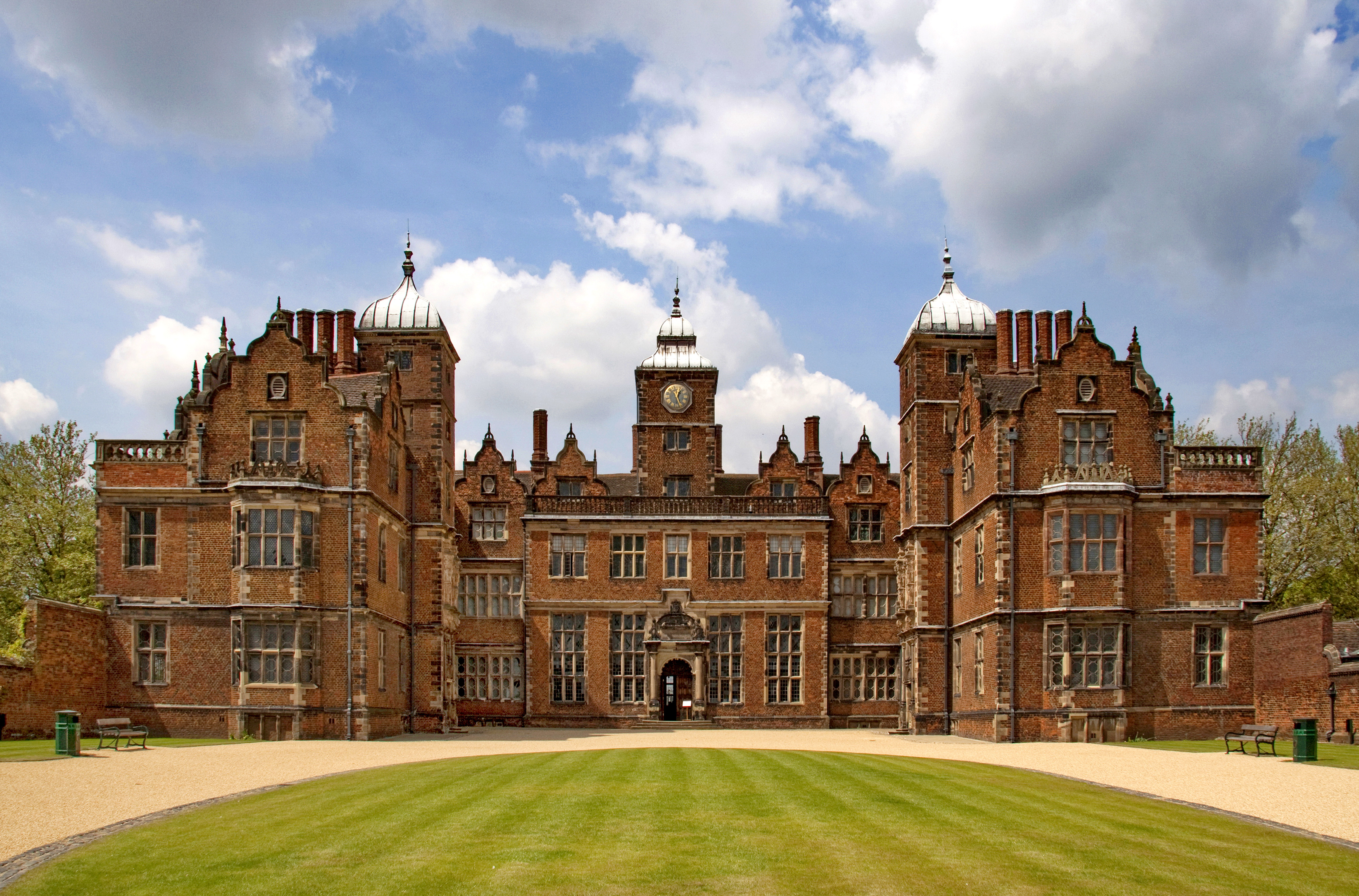

阿斯頓廳（英語：Aston Hall）是位於英國英格蘭伯明翰阿斯頓的一座詹姆斯一世時期風格的建築。修建於1618年至1635年時期。現在阿斯頓廳是英國的一級保護建築。現在阿斯頓廳是一座社區博物館，在夏季對公眾開放。2009年，阿斯頓廳經過了一次大規模的整修。

## 外部連結
- Aston Hall （页面存档备份，存于）
- Birmingham City Council page on Aston Hall （页面存档备份，存于）
- Aston Hall - Service for schools （页面存档备份，存于） - Educational teaching sessions and resources at Aston Hall
- Aston Hall for Kids （页面存档备份，存于） - fun and games for children based on Aston Hall